# Gadzsimurad Rasidov
Gadzsimurad Rasidov (oroszul: Гаджимурад Газигандович Рашидов; Gubden, 1995. október 30. –)  orosz szabadfogású birkózó. A Kuramagomedov Birkózó Akadémia sportolója. 2017-ben az Év sportolójának választották. A junior birkózó világbajnokságokon két bronzérmet szerzett.
2017-ben a második, 2018-ban az első helyen állt a Birkózó Világszövetség ranglistáján. Eddigi szereplései az 57, a 61 és a 65 kg-os súlycsoportokban voltak. 2018-ban ezüstérmet szerzett a 61-kg-os súlycsoportban, szabadfogásban.

## Életpályája
Gadzsimurad Rasidov 1995. október 30-án született a dagesztáni Gubden faluban. Hat éves korában kezdett el birkózással foglalkozni édesapja, Gazigand Rasidov keze alatt. Első érmét hat éves korában szerezte, egy a második világháborúban a szomszéd településen, Gurbukiban kivégzett helyi lakosok emlékére rendezett tornán. A középiskola befejeztével Kaszpiszkba költözött és csatlakozott jelenlegi klubjához a Kuramagomedov Birkózó Akadémiához.
Első komolyabb nemzetközi szereplése a 2015-ös birkózó Európa-kupa volt, ahol 57 kg-os súlycsoportban aranyérmet szerzett. A 2016-os oroszországi országos birkózó bajnokságon két párharcot is megnyert, Azamat Tuszkaev és Nikolaj Oklopkov ellen, de, mivel a dagesztáni csapat nem értett egyet a Viktor Lebegyev és Szakha Jakutia meccsének eredményével, ezért nem mérkőzhetett meg a döntőben Lebegyev-Jakutia meccs győztesével.
2016-ban részt vett a Rigában megrendezett Európa-bajnokságon, ahol Európa-bajnok lett, majd a 2017-es birkózó-Európa-bajnokságon ismételten Európa-bajnok lett. Rasidov részt vesz a Budapesten megrendezésre kerülő 2018-as birkózó-világbajnokságon.

## Sportpályafutása
A 2017-es birkózó-világbajnokság-on a 61 kg-os súlycsoportban alulmaradt magyar ellenfele, Molnár József, akivel szemben 11:0-ra győzött.
A 2018-as birkózó Európa-bajnokságon a selejtezőben ellenfele az ukrán Vladimir Burukov volt. Második ellenfele a fehérorosz színekben induló Nurgun Skryabin volt. Az elődöntőben a török Recep Topal volt ellenfele, akit 4:0-ra legyőzött. A döntőben a grúz Beka Lomtadze ellen mérkőzött és megnyerte második Európa-bajnoki címét.